# Hệ số q của Tobin
Hệ số q của Tobin (tiếng Anh: Tobin's Q) là tỷ số giữa giá trị thị trường và giá trị thay thế của một tài sản hữu hình. Nó được James Tobin và William Brainard giới thiệu năm 1968, mặc dù việc sử dụng chữ "q" chỉ xuất hiện từ bài báo "A general equilibrium approach to monetary theory" viết năm 1969 của Tobin
Lý thuyết q là một trong những lý thuyết quan trọng trọng trong kinh tế và tài chính.

## Tính toán

### Công ty đơn lẻ
Hệ số q của Tobin có thể được tính của từng công ty riêng lẻ hoặc của toàn bộ nền kinh tế. Thông thường hệ số q của Tobin được tính bằng:
Tobin's Q = {\displaystyle {\frac {\text{(EMV + LMV)}}{\text{(EBV + LBV)}}}}
Trong đó:
- EMV: Giá trị thị trường của Vốn chủ sở hữu.
- LMV: Giá trị thị trường của Nợ phải trả.
- EBV: Giá trị sổ sách của Vốn chủ sở hữu.
- LBV: Giá trị sổ sách của Nợ phải trả.

Một thực tế phổ biến là cho rằng Giá trị thị trường của Nợ phải trả bằng (=) Giá trị sổ sách của Nợ phải trả, khi đó:
Tobin's Q = {\displaystyle {\frac {\text{(EMV + LMV)}}{\text{(EBV + LBV)}}}} ≈ {\displaystyle {\frac {\text{EMV}}{\text{EBV}}}}
Với những công ty đã niêm yết trên sàn chứng khoán, Giá trị thị trường của Vốn chủ sở hữu thường được yết giá trong các cơ sở dữ liệu tài chính. Nó có thể được tính cho một thời điểm cụ thể bằng {\displaystyle (soluongcophieu)\times (giacophieu)}.
Lý thuyết Hệ số q của Tobin cho rằng công ty nên đầu tư thêm nếu hệ số Q lớn hơn 1. Sau này lý thuyết Q được xây dựng mở rộng thêm, với việc tính tới các yếu tố khác như độ rủi ro và khả năng không rút lui được trong đầu tư.

### Tổ hợp các công ty
Một sử dụng khác của Tobin q là xác định giá trị lượng hóa của toàn bộ một thị trường chứng khoán nào đó theo tỷ lệ so với tổng tài sản của các công ty trong thị trường đó. Công thức tính là: {\displaystyle q={\frac {\text{gia tri thi truong chung khoan}}{\text{tong tai san rong cua cac cong ty}}}}
Biểu đồ sau là ví dụ về việc xác định hệ số q của Tobin cho toàn bộ các công ty trên sàn chứng khoán Mỹ. Đường vẽ trong biểu đồ chỉ ra tỷ số giữa giá trị thị trường chứng khoán Mỹ với tổng tài sản ròng của các công ty Mỹ ở mức chi phí thay thế kể từ năm 1900.

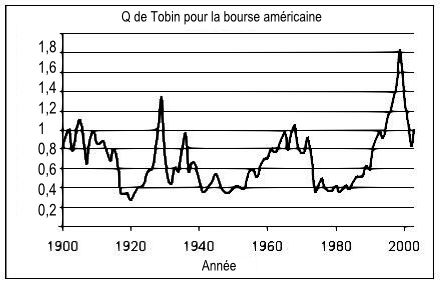
Biểu đồ sự phát triển hệ số Tobin ở Mỹ